# Борисенко, Николай Иванович (Герой Социалистического Труда)
Николай Иванович Борисенко (8 октября 1914 — ?) — участник Великой Отечественной войны, передовик советского сельского хозяйства, бригадир виноградарского совхоза имени Молотова Министерства промышленности продовольственных товаров СССР, Анапского района Краснодарского края. Герой Социалистического Труда (1950).

## Биография
Родился 8 октября 1914 года в городе Анапа Таманского отдела Кубанской области, ныне Краснодарского края. Русский. Со дня образования в 1933 году работал бригадиром виноградарского совхоза имени Молотова.
Участник Великой Отечественной войны с сентября 1941 года. Был тяжело ранен, после излечения продолжил боевой путь, участвовал в штурме Берлина.
После демобилизации Н. И. Борисенко вернулся на родину и продолжил руководить бригадой виноградарей 2-го отделения совхоза (центр - посёлок Виноградный). Будучи новатором, он лично внёс много нового в агротехнику выращивания винограда. Учитывая местные почвенные условия и силу роста кустов, виноградари его бригады отказались от одноштамбовой формировки и перешли к бесштамбовой многорукавной форме. По итогам работы в 1949 году бригадой Н. И. Борисенко получен урожай винограда 110,3 центнера с гектара на площади 25 гектаров.
Указом Президиума Верховного Совета СССР от 26 сентября 1950 года за получение высоких урожаев винограда в 1949 году Борисенко Николаю Ивановичу присвоено звание Героя Социалистического Труда с вручением ордена Ленина и золотой медали «Серп и Молот».
Этим же указом ещё 19 тружеников совхоза имени Молотова были удостоены высокого звания, в том числе и директор П. В. Яворский.
В последующие годы его бригада продолжала собирать высокие урожаи солнечной ягоды, по итогам работы в 1952 году Н. И. Борисенко награждён вторым орденом Ленина.
С 1967 года Николай Иванович трудился управляющим 2-м отделением совхоза имени Ленина до выхода на пенсию в 1975 году.
Проживал в родном городе-курорте Анапе. Сведений о дальнейшей судьбе нет.

## Награды
- Медаль «Серп и Молот» (1951);
- Орден Ленина (26.09.1950)
- Орден Ленина (03.11.1953).
- Орден Отечественной войны I степени[4][5]
- Орден Трудового Красного Знамени (23.08.1952)
- Медаль «В ознаменование 100-летия со дня рождения Владимира Ильича Ленина» (6 апреля 1970)
- Медаль «За победу над Германией в Великой Отечественной войне 1941—1945 гг.» (9 мая 1945[6])
- Юбилейная медаль «Двадцать лет Победы в Великой Отечественной войне 1941—1945 гг.» (7 мая 1965[7])
- Юбилейная медаль «Тридцать лет Победы в Великой Отечественной войне 1941—1945 гг.»[8]
- Медаль «Сорок лет Победы в Великой Отечественной войне 1941-1945 гг.»[9]
- Медаль «За взятие Берлина»
- медаль «За трудовое отличие» (31.10.1957)
- Медаль «Ветеран труда»
- Юбилейная медаль «40 лет Вооружённых Сил СССР»[10]
- Юбилейная медаль «50 лет Вооружённых Сил СССР» (26 декабря 1967[11])
- Юбилейная медаль «60 лет Вооружённых Сил СССР» (28 января 1978[12])
- Знак МО СССР «25 лет Победы в Великой Отечественной войне» (24 апреля 1970[1])
- Награждён нагрудным знаком «Лучший садовод и виноградарь».
- и другие.

## Память
- Имя Героя золотыми буквами вписано на мемориальной доске в Краснодаре.
- Занесён в Книгу Почёта района и на аллею Трудовой Славы Анапского района.